# Kozelník
Kozelník – wieś (obec) na Słowacji położona w kraju bańskobystrzyckim, w powiecie Bańska Szczawnica.

## Położenie
Leży w północno-wschodniej części Gór Szczawnickich, w dość głębokiej i wąskiej dolinie potoku Jasenica. Biegnie przez nią droga z doliny Hronu do Bańskiej Szczawnicy oraz równolegle poprowadzona linia kolejowa z węzła Hronská Dúbrava do Bańskiej Szczawnicy, budowana w większości w drugiej połowie l. 40. XX w. jako Trať mládeže (Linia młodzieży).

## Historia
Wieś została założona zapewne na początku XV w. Pierwsze wzmianki o niej pochodzą z roku 1424, kiedy należała do feudalnego "państwa" z siedzibą na zamku Dobrá Niva. W latach 1582–1668 musiała płacić daniny Turkom. W XVII w. uruchomiono tu niewielką hutę, do której mieszkańcy w ramach pańszczyzny dostarczali węgiel drzewny. Poza pracą w lesie i wypalaniem węgla drzewnego zajmowali się rolnictwem, furmanieniem. W okresie słowackiego powstania narodowego w 1944 r. na terenie wsi toczyły się zacięte boje obronne w celu uniemożliwienia Niemcom wejścia do doliny Hronu i Bańskiej Bystrzycy.

## Demografia
Według danych z dnia 31 grudnia 2012, wieś zamieszkiwały 182 osoby, w tym 92 kobiety i 90 mężczyzn.
W 2001 roku pod względem narodowości i przynależności etnicznej miejscowość zamieszkiwali wyłącznie Słowacy.
Ze względu na wyznawaną religię struktura mieszkańców kształtowała się w 2001 roku następująco:
- Katolicy rzymscy – 35,78%
- Ewangelicy – 57,35%
- Ateiści – 4,41%
- Nie podano – 2,45%